# بی. جی. توماس
بی. جی. توماس (انگلیسی: B. J. Thomas؛ (زادهٔ ۷ اوت ۱۹۴۲ – درگذشتهٔ ۲۹ مهٔ ۲۰۲۱) یک موسیقی‌دان اهل ایالات متحده آمریکا بود. وی در تاریخ ۲۹ مهٔ ۲۰۲۱ در در ۷۸ سالگی در آرلینگتون تگزاس در منزلش به علت سرطان ریه درگذشت. از آهنگ‌های معروف او می‌توان به Raindrops keep fallin' on my head , Rock and roll lullaby و somebody done somebody wrong song اشاره کرد.